# 毛泽东居所列表
毛泽东居所列表以时间为序，列出毛泽东曾经居住过或為其修建但拒絕居住的场所。
| 名称                                                               | 地址                                         | 坐标                                              | 图片 | 说明 |
| ------------------------------------------------------------------ | -------------------------------------------- | ------------------------------------------------- | ---- | --- |
| 韶山冲毛泽东同志故居                                               | 湖南省韶山市                                 |                                                   |      | 1893年毛泽东出生地，第一批全国重点文物保护单位。 |
| 东山书院旧址                                                       | 湖南省湘乡市书院路1号                        |                                                   |      | 1907年～1908年毛泽东在此就读。2006年被列为第六批全国重点文物保护单位。 |
| 湖南省立第一师范学校旧址                                           | 湖南省长沙市天心区书院路356号                |                                                   |      | 1913年～1917年毛泽东在此就读。2006年被列为第六批全国重点文物保护单位。 |
| 密印寺                                                             | 湖南省宁乡县                                 |                                                   |      | 1917年游学宁乡时曾在此留宿。 |
| 昭山寺                                                             | 湖南湘潭市与长沙市交界处昭山                 |                                                   |      | 1917年毛泽东游览昭山借宿处。 |
| 毛泽东第一次来京居住地旧址                                         | 北京市东城区景山东街三眼井胡同吉安所左巷8号  |                                                   |      | 1918年毛泽东首次来北京的住所。北京市文物保护单位。 |
| 北京大学红楼                                                       | 北京市东城区五四大街29号                     |                                                   |      | 1918年8月～1919年3月毛泽东在北大图书馆工作期间曾在此居住。第一批全国重点文物保护单位。 |
| 福佑寺                                                             | 北京市西城区北长街20号（中国民族博物馆）     |                                                   |      | 1919年12月毛泽东率湖南驱逐张敬尧的代表团来北京时在此居住。北京市文物保护单位。 |
| 湖南会馆                                                           | 北京市西城区烂漫胡同101号（烂漫胡同幼儿园）  |                                                   |      | 1920年2～7月毛泽东住此并召开“湖南各界驱逐军阀张敬尧大会” |
| 1920年毛泽东寓所旧址                                               | 上海市静安区安义路63号                       | 31°13′32″N 121°26′42″E / 31.22556°N 121.44500°E   |      | 1920年5月～7月毛泽东以“驱张”代表团成员的身份在此居住。1959年被列为上海市文物保护单位。 |
| 中共湘区委员会旧址                                                 | 湖南省长沙市八一路清水塘（长沙市博物馆）     |                                                   |      | 1921年秋至1923年4月，毛泽东在此居住。2006年被列为第六批全国重点文物保护单位。 |
| 安源毛泽东旧居                                                     | 江西省萍乡市                                 |                                                   |      | 1921年秋，中共湖南支部书记毛泽东来安源开辟工人运动。江西省文物保护单位 |
| 毛泽东、李立三1921年冬来安源旧居                                   | 萍乡市安源区                                 |                                                   |      | 1921年 |
| 上海毛泽东旧居                                                     | 上海市静安区茂名北路120弄                    |                                                   |      | 1924年2月中旬毛泽东来到上海，同年6月杨开慧偕同母亲携带孩子岸英、岸青来到上海，全家寓居于此。1977年被列为上海市文物保护单位。 |
| 广州农民运动讲习所旧址                                             | 广东省广州市越秀区中山四路                   | 23°7′49″N 113°16′16″E / 23.13028°N 113.27111°E    |      | 1926年毛泽东担任第六届农讲所所长，住番禺学宫大成门东侧厢房。第一批全国重点文物保护单位。 |
| 武昌毛泽东旧居                                                     | 湖北省武汉市武昌都府堤41号                   |                                                   |      | 毛泽东1927年上半年与杨开慧及儿子毛岸英、毛岸青、毛岸龙住此，毛岸龙1927年4月4日在武昌出生。毛泽东在这里完成《湖南农民运动考察报告》。距离武昌农民运动讲习所旧址200米，原为普通民房，1927年由农讲所租用，占地4600平方米，建筑面积2050平方米。原建筑1956年被拆除，1967年重建。2001年与武昌农讲所旧址一起被国务院公布为全国重点文物保护单位。 |
| 毛泽东同志考察湖南农民运动旧址——东富寺                             | 湖南省醴陵市东富镇东富村芷泉岭旁             |                                                   |      | 1927年元月毛泽东来考察农民运动时，住四进左侧房。东富寺始建于明代，清嘉庆二十一年重修。坐北朝南，占地3300平方米。1926年秋，为醴陵南一区一乡农民协会会址。1972年被列为湖南省文物保护单位。 |
| 毛泽东同志考察湖南农民运动旧址——渌口伏波庙                         | 湖南省株洲县渌口镇渌江右岸的伏波岭上         |                                                   |      | 1927年1月底2月初，毛泽东到渌口考察农民运动，在伏波庙内召开渌口地区农民运动骨干分子座谈会并住宿一晚。1968年至1970年重建。1987年被列为株洲市文物保护单位。 |
| 毛泽东考察湖南农民运动旧址——先农坛                                 | 湖南省醴陵市东正街33号                       |                                                   |      | 1927年1月毛泽东来醴陵考察农民运动，在先农坛居住。醴陵先农坛创建于清雍正五年（1727年），道光六年毁于大水。光绪三十一年（1905年）改建先农坛于城东今址，占地950平方米，座北朝南，砖木石结构，由月台、前厅、回廊、正殿、侧室和庭院组成。第一次大革命时期，先农坛为中共醴陵县委和醴陵县农民协会所在地。1983年被列为湖南省文物保护单位。 |
| 毛泽东同志考察湖南农民运动旧址——康王庙                             | 湖南省衡山县开云镇湘江街9号                  |                                                   |      | 1927年1月15日至24日，毛泽东在衡山考察农民运动期间，在这里住宿了五天四晚。康王庙为清代建筑。1926年8月，中共衡山地方工作委员会机关设在康王庙。现辟为衡山农民运动纪念馆。湖南省文物保护单位。 |
| 八七会议会址                                                       | 武汉市汉口鄱阳街139号                        |                                                   |      | 1927年8月7日，八七会议在此秘密召开。毛泽东在会上提出了“枪杆子里面出政权”的著名论断，并当选为候补委员。 |
| 毛泽东脱险地旧址                                                   | 宜春市铜鼓县                                 |                                                   |      | 1927年 |
| 湘赣边界秋收起义前敌委员会旧址                                     | 江西省铜鼓县永宁镇                           |                                                   |      | 1927年9月10日毛泽东来到铜鼓，在此宣布成立工农革命军第一师第三团，传达了 “八七会议”精神及秋收暴动计划。 |
| 秋收起义文家市会师旧址                                             | 湖南省浏阳市文家市镇镇西头                   |                                                   |      | 1927年9月以毛泽东为首领导的湘赣边区秋收起义进攻中心城市失利以后，各路部队在文家市会师的地点。第一批全国重点文物保护单位。 |
| 秋收起义甘家毛泽东旧居                                             | 萍乡市莲花县                                 |                                                   |      | 1927年 |
| 宾兴馆毛泽东旧居                                                   | 江西省莲花县解放街                           |                                                   |      | 1927年9月20日，毛泽东率领工农革命军1500多人离开文家市。9月25日，攻克莲花县城，当天前委和师部设在宾兴馆。9月26日，毛泽东主持召开前委会议，确定了进兵井冈山的决策。9月27日，部队向井冈山进军。宾兴馆又名“兴贤书院”，清道光五年（1825年）建于考棚右侧，供考生读书和住宿。江西省文物保护单位。 |
| 三湾改编旧址                                                       | 永新县三湾乡                                 | 26°50′51″N 113°58′04″E / 26.84750°N 113.96778°E   |      | 1927年9月29日，毛泽东率领湘赣边界秋收起义部队来到这里进行“三湾改编”。井冈山革命遗址之一，第一批全国重点文物保护单位。旧址包括毛泽东旧居、工农革命家第一师第一团旧址、士兵委员会旧址、工农革命家练兵场旧址。 |
| 古城会议旧址                                                       | 井冈山市古城镇                               | 26°45′34″N 114°00′00″E / 26.75944°N 114.00000°E   |      | 1927年10月3日，毛泽东率工农革命军来宁冈古城，当天在此召开前委扩大会议（即古城会议）。 井冈山革命遗址之一，第一批全国重点文物保护单位。 |
| 步云山寺                                                           | 井冈山市茅坪镇                               |                                                   |      | 1927年10月，古城会议后，毛泽东率军住此。 |
| 毛泽东同志带领工农革命军向井冈山进军途中住址——桥头江家             | 炎陵县水口镇水口村桥头江家组                 |                                                   |      | 1927年10月中旬，毛泽东率秋收起义部队抵达水口期间在此居住。旧居为四合院式民居，清代建筑，占地面积600平方米。湖南省文物保护单位。 |
| 茅坪革命旧址——八角楼                                               | 井冈山市茅坪乡                               | 26°40′03″N 114°02′48″E / 26.66750°N 114.04667°E   |      | 井冈山革命遗址之一，第一批全国重点文物保护单位。八角楼是土砖结构的2层楼房，毛泽东在这里写出了《中国的红色政权为什么能够存在？》。 |
| 大井毛泽东旧居                                                     | 井冈山市茨坪街道大井                         | 26°33′55″N 114°07′28″E / 26.56528°N 114.12444°E   |      | 1927年10月24日，毛泽东率领秋收起义部队上井冈山到达这里。1929年1月底，红四军主力向赣南进军后，大井村的房屋基本上被焚毁，1960年当地政府按原貌修复。井冈山革命遗址之一，第一批全国重点文物保护单位。 |
| 中国工农红军第四军军部旧址                                         | 井冈山市龙市镇                               |                                                   |      | 原为中药铺，1928年井冈山会师后，毛泽东、朱德、陈毅、王尔琢住此。 |
| 攀龙书院                                                           | 井冈山市茅坪乡                               |                                                   |      | 1928年，毛泽东及中共湘赣边界特委驻此。 |
| 砻市会师旧址                                                       | 井冈山市龙市镇                               | 26°42′35″N 114°56′47″E / 26.70972°N 114.94639°E   |      | 井冈山革命遗址之一，第一批全国重点文物保护单位。 |
| 茨坪革命旧址                                                       | 井冈山市茨坪街道                             | 26°34′26″N 114°09′37″E / 26.57389°N 114.16028°E   |      | 井冈山革命遗址之一，第一批全国重点文物保护单位。 |
| 龙源口毛泽东旧居                                                   | 永新县龙源口镇龙源口村                       |                                                   |      | 1928年龙源口战斗时居住。 |
| 遂川毛泽东旧居                                                     | 遂川县城罗汉寺街15号                         |                                                   |      | 1928年1月5日，毛泽东率军攻克遂川县城后住此，同年2月4日毛泽东回师井冈山。遂川县工农兵政府旧址往北100米，原名邱家厦所，坐西向东，是一幢仿西欧教堂式硬山顶双开大门的三层砖木结构建筑，始建于1926年，占地面积187.9平方米，建筑面积为448平方米，高10米。2006年被列为江西省文物保护单位。 |
| 草林毛泽东旧居                                                     | 遂川县草林镇太坪村桥头组36号                 |                                                   |      | 1928年1月14日，毛泽东同志率军来到草林。旧居坐北朝南，为店房式建筑，土木结构，一开二进，两层，二楼分前楼和后楼，青瓦盖顶。东西长26米，宽16米，高4.5米，占地面积416平方米。 |
| 黄坳毛泽东旧居                                                     | 井冈山市黄坳村（茨坪南面17公里处）           |                                                   |      | 1928年2月，毛泽东率军来到黄坳住此。原为庙宇，名“地母宫”，座北朝南，为土木结构的泥土屋，面积410平方米。1988年被列为井冈山市文物保护单位，2006年被列为江西省文物保护单位。 |
| 塘边毛泽东旧居                                                     | 永新县沙市镇塘边村                           |                                                   |      | 1928年夏，毛泽东率红四军三十一团部分指战员先后三次深入永新县塘边村进行土地调查，开展土地革命的试点工作。江西省文物保护单位 |
| 毛泽东同志迎还红军大队旧址——唐家大屋                               | 湖南省桂东县城西屏山下                       |                                                   |      | 1928年8月毛泽东率部来桂东迎回打郴州失败后转移的红军大队时，曾寓于此。8月23日在此主持召开前委扩大会议，总结了“八月失败”的教训，决定红军大队重上井冈山。湖南省文物保护单位。 |
| 营前毛泽东旧居                                                     | 赣州市上犹县                                 |                                                   |      | 1929年 |
| 东固螺坑毛泽东旧居                                                 | 吉安市青原区东固乡                           |                                                   |      | 1929年2月17日红四军官兵经龙冈到达东固，22日在东固螺坑河坝上进行了盛大的会师庆祝活动。 |
| 东固南垅村毛泽东旧居                                               | 吉安市青原区                                 |                                                   |      | 1929年 |
| 龟形山下毛泽东旧居                                                 | 吉安市青原区东固乡                           |                                                   |      | |
| 东固张家背毛泽东旧居                                               | 吉安市青原区东固乡                           |                                                   |      | |
| 富田王家毛泽东旧居                                                 | 吉安市青原区富田镇                           |                                                   |      | 1929年－1930年 |
| 陂下毛泽东旧居                                                     | 青原区富田镇陂下村                           |                                                   |      | |
| 白沙红军独立二、四团和红三军驻军旧址群——毛泽东旧居(白沙镇老街17号) | 吉安市吉水县白沙镇                           |                                                   |      | 1927年－1929年 |
| 古樟毛泽东旧居                                                     | 赣州市石城县                                 |                                                   |      | 1929年 |
| 协和店                                                             | 福建省长汀县四都镇红都村                     |                                                   |      | 1929年3月11日，红四军从瑞金壬田出发，12日进驻四都乡。当晚, 毛泽东在下赖墟上的 “协和店” 客栈主持召开了红四军团以上干部会议。 |
| 中国工农红军第四军司令部和政治部旧址——辛耕别墅                     | 福建省长汀县汀江巷11号                       | 25°50′07″N 116°21′28″E / 25.83528°N 116.35778°E   |      | 1929年3月14日毛泽东、朱德率领红四军进入长汀后在此居住。1988年被列为第三批全国重点文物保护单位。 |
| 红四军政治部旧址暨毛泽东旧居──管屋                                 | 江西省于都县建国路12号                       | 25°57′23″N 115°24′32″E / 25.95639°N 115.40889°E   |      | 1929年4月8日，毛泽东、朱德率领红四军首次进驻于都县，红四军政治部驻在管屋，毛泽东也住在这里。4月中旬，毛泽东、朱德率红四军从于都县城出发分兵前往兴国、宁都等地。1982年被列为县级文物保护单位。 |
| 潋江书院                                                           | 江西省兴国县潋江镇文昌路                     | 26°20′13″N 115°20′31″E / 26.33694°N 115.34194°E   |      | 建于清康熙五十七年（1718年）。1929年4月，毛泽东在此举办土地革命干部训练班，制定了《兴国土地法》。2006年作为兴国革命旧址之一被列为第六批全国重点文物保护单位。 |
| 毛泽东同志旧居—孔清祠                                              | 福建省连城县庙前镇庙前村                     |                                                   |      | 1929年5月21日，红四军第一次攻打龙岩城前夜进驻庙前，毛泽东和朱德在孔清祠接见闽西地方领导人傅柏翠、曾省吾、李云贵。连城县文物保护单位 |
| 望云草室                                                           | 福建省连城县新泉乡                           |                                                   |      | 1929年，毛泽东、朱德率红四军前委驻此。福建省文物保护单位。 |
| 早康会议旧址                                                       | 福建省上杭县白砂镇早康村                     |                                                   |      | 1929年6月8日，毛泽东、朱德、陈毅、肖克等在此召开中国共产党红四军前敌委员会扩大会议，史称“早康会议”。福建省文物保护单位。 |
| 新邱厝                                                             | 福建省龙岩市区和平路                         |                                                   |      | 1929年6月三打龙岩城胜利后，毛泽东同志与夫人贺子珍曾住于此处，7月中旬离开。始建于明末，为3厅2厢平房，原为明末刑部右侍郎王命璇府第，清光绪十四年重修。现为红军三打龙岩陈列馆。福建省文物保护单位。 |
| 蛟洋文昌阁                                                         | 福建省上杭县蛟洋镇                           | 25°13′31″N 116°43′54″E / 25.22528°N 116.73167°E   |      | 1929年7月20日在此召开中共闽西一大时毛泽东在此居住，2006年并入第一批全国重点文物保护单位古田会议会址。 |
| 毛泽东旧居—青山下竹寮                                              | 福建省永定县岐岭乡牛牯扑                     |                                                   |      | 1929年8月21日毛泽东、贺子珍来到牛牯扑，9月17日转移。永定县文物保护单位。 |
| 中共闽西特委机关旧址—树槐堂                                        | 福建省上杭县古田镇苏家坡村                   |                                                   |      | 1929年10月～11月，毛泽东在此指导闽西特委工作，正堂的右侧为毛泽东卧室。2005年公布为福建省文物保护单位。 |
| 红四军前委机关暨红四军政治部旧址——松荫堂                           | 福建省上杭县古田镇                           | 25°13′37″N 116°49′18″E / 25.22694°N 116.82167°E   |      | 1929年12月28日至29日召开古田会议时居住在松荫堂。第一批全国重点文物保护单位。 |
| 临江楼                                                             | 福建省上杭县临江镇                           |                                                   |      | 1929年10月，红四军攻克上杭城后，毛泽东住此指导闽西革命斗争。期间，毛泽东写下了《采桑子·重阳》一词。2013年公布为全国重点文物保护单位。 |
| 毛泽东《星星之火可以燎原》写作旧址—协成店                          | 福建省上杭县古田镇                           |                                                   |      | 1930年1月5日毛泽东在协成店给林彪写了一封近万言的回信，即《星星之火可以燎原》。2006年并入第一批全国重点文物保护单位古田会议会址。 |
| 毛泽东故居——太原堂                                                 | 福建省连城县赖源乡上村村                     |                                                   |      | 1930年1月在此居住。连城县文物保护单位 |
| “二七”陂头会议旧址——渼陂毛泽东旧居                                 | 吉安市青原区文陂乡渼陂村                     |                                                   |      | 1930年2月7-9日，毛泽东在陂头召开红四军前委、红五、六军军委和赣西、赣南、湘赣边特委联席会议，选举产生了毛泽东为书记的共同前委。 |
| 寻乌调查旧址                                                       | 江西省寻乌县城西南的马蹄岗（中山路136号）    | 24°57′00″N 115°38′38″E / 24.95000°N 115.64389°E   |      | 1930年5月毛泽东进行寻乌调查时在此居住。第七批全国重点文物保护单位。 |
| 红四军前敌委员会旧址—梁山书院                                      | 福建省武平县平川镇政协巷                     |                                                   |      | 1930年6月红四军进驻武平，前敌委员会机关设于此。毛泽东在此指导中共武平县委、县苏维埃政府开展工作。2009年公布为福建省文物保护单位。 |
| 新街毛泽东旧居                                                     | 江西省樟树市                                 |                                                   |      | 1930年 |
| 高安毛泽东旧居                                                     | 江西省高安市                                 |                                                   |      | 1930年7月26日，毛泽东、朱德率红一军团从樟树进入高安，次日攻克高安县城，毛泽东住胡家祠。 |
| 西刘家巷8号毛泽东旧居                                              | 江西省吉安市                                 |                                                   |      | 1930年10月5日凌晨，红军攻克吉安城，毛泽东、朱德率领红一方面军总前委和红一军团总部进驻西肖家巷7号和刘家巷8号。毛泽东住刘家巷8号。同年11月18日，红军撤离吉安。现已列为江西省文物保护单位。 |
| 峡江会议旧址                                                       | 吉安市峡江县                                 |                                                   |      | 1930年10月17日—19日在峡江县城巴邱镇召开红一方面军总前委与江西省行动委员会联席会议，即峡江会议。毛泽东主持会议。 |
| 麦斜毛泽东旧居                                                     | 吉安市新干县                                 |                                                   |      | 1930年 |
| 罗坊会议旧址                                                       | 江西省新余市渝水区罗坊镇陈家闹村             | 27°50′19″N 115°07′07″E / 27.83861°N 115.11861°E   |      | 1930年10月25日至30日罗坊会议会址，当时毛泽东住在右厢房。 |
| 安福红一方面军旧址群——毛泽东旧居(伍氏宗祠)                         | 吉安市安福县                                 |                                                   |      | 1930年 |
| 毛泽东大桥、东塘调查旧址群                                         | 吉安市吉水县                                 |                                                   |      | 1930年，含毛泽东大桥调查(邦伯第)、吉水毛泽东东塘调查旧址(老众厅) |
| 西逸亭毛泽东调查旧址                                               | 吉安市吉州区                                 |                                                   |      | 1930年 |
| 金竹毛泽东旧居                                                     | 抚州市乐安县                                 |                                                   |      | 1930年 |
| 中共苏区中央局旧址                                                 | 江西省宁都县小布镇赤坎村                     |                                                   |      | 1931年1月15日，根据中共六届三中全会的决定，在这里成立了中国共产党苏维埃区域中央局（简称中共苏区中央局）、中华苏维埃中央革命军事委员会。毛泽东在此居住并整理了著名的《兴国调查》和《寻乌调查》。 |
| 东固敖上毛泽东旧居                                                 | 吉安市青原区东固乡                           |                                                   |      | 1931年4月23日居住 |
| 龙冈毛泽东旧居                                                     | 吉安市永丰县                                 |                                                   |      | 1931年 |
| 富田村诚敬堂                                                       | 吉安市青原区富田镇                           | 26°48′34″N 115°15′00″E / 26.80944°N 115.25000°E   |      | 1931年5月，毛泽东与红一方面军总部驻此。 |
| 建宁红一方面军领导机关旧址                                         | 福建省建宁县                                 |                                                   |      | 1931年5月31日，红一方面军攻占建宁县城，总司令部驻溪口天主教堂，7月12日离开建宁，会师兴国。1932年10月至1933年12月，红一方面军总司令部仍驻此。 |
| 第三次反“围剿”红一方面军总指挥部旧址——毛泽东旧居                   | 赣州市兴国县                                 |                                                   |      | 1931年 |
| 公略县苏维埃旧址群——吉水毛泽东旧居(怀德堂、西堡祠)                 | 吉安市吉水县                                 |                                                   |      | 1931年 |
| 康都会议旧址                                                       | 南丰县太和镇康都村                           |                                                   |      | 1931年6月4日召开康都会议时居住 |
| 中国工农红军东路军领导机关旧址——芝山红楼                           | 福建省漳州市胜利街西路                       |                                                   |      | 1932年春由毛泽东率领红军第一、五军团组成东路军东征闽南，4月20日攻克漳州城。芝山红楼原为美国基督教会创办的浔源中学校长楼，为西式两层红砖楼，毛泽东住楼上。1957年辟为“毛主席率领红军攻克漳州纪念馆”。第六批全国重点文物保护单位。 |
| 新屋里毛泽东旧居                                                   | 赣州市信丰县                                 |                                                   |      | 1932年 |
| 福音医院休养所                                                     | 福建省长汀县                                 | 25°50′26″N 116°21′13″E / 25.840605°N 116.353722°E |      | 1932年10月，毛泽东从江西宁都到长汀福音医院休养所疗养两个月，并在长汀进行调查后写出《关心群众生活，注意工作方法》一文。 |
| 长冈乡调查旧址                                                     | 江西省兴国县长冈乡长冈村                     |                                                   |      | 1933年11月，毛泽东率临时中央政府检查团到此调查，并写出《长冈乡调查》一文。旧居土木结构、悬山顶，前后二进，中为天井，占地246平方米。2006年作为兴国革命旧址之一被列为第六批全国重点文物保护单位。 |
| 毛泽东才溪乡调查旧址群——才溪乡调查会址                             | 福建省上杭县才溪镇                           |                                                   |      | 1933年11月毛泽东在才溪作社会调查时，在此召开了由区委书记、区苏维埃主席及各部长等参加的一系列调查会议。2013年公布为全国重点文物保护单位。 |
| 粤赣省机关旧址群——毛泽东旧居                                       | 赣州市会昌县                                 |                                                   |      | |
| 瑞金革命遗址——中华苏维埃共和国临时中央政府执行委员会旧址           | 江西省瑞金市沙洲坝                           | 26°53′02″N 116°00′09″E / 26.88389°N 116.00250°E   |      | 中央执行委员会于1933年4月从叶坪迁到沙洲坝。毛泽东和贺子珍在此居住。1934年7月，中央执行委员会迁驻云石山。第一批全国重点文物保护单位。 |
| 瑞金革命遗址——云石山中华苏维埃共和国中央政府旧址                   | 江西省瑞金市云石山                           |                                                   |      | 1934年7月，中央执行委员会从沙洲坝迁驻云石山。中央执行委员会主席毛泽东、人民委员会主席张闻天和部分警卫、机要人员等在此办公和居住。原系一座古寺，由正厅、巷廊、耳房组成。土木结构，二层楼房，占地360.77平方米。第六批全国重点文物保护单位。 |
| 中央红军长征出发地旧址——赣南省苏维埃政府旧址暨长征前夕毛泽东旧居   | 江西省于都县贡江镇                           | 25°57′35″N 115°24′42″E / 25.95972°N 115.41167°E   |      | 1934年9月中旬毛泽东从瑞金到雩都后即住在此处，直到10月18日开始长征。2006年被列为第六批全国重点文物保护单位。 |
| 新溪毛泽东旧居                                                     | 赣州市崇义县                                 |                                                   |      | 1934年 |
| 黎平会议会址——毛泽东旧居                                           | 贵州省黎平县德凤镇二郎坡                     | 26°14′08″N 109°08′07″E / 26.23556°N 109.13528°E   |      | 1934年12月18日黎平会议期间在此居住。黎平会议会址位于二郎坡52号，时为红军总司令部驻地。毛泽东旧居位于二郎坡3号。 |
| 猴场会议会址——毛泽东行居                                           | 贵州省瓮安县草塘镇                           |                                                   |      | 1934年12月31日至1935年1月1日，中共中央召开猴场会议时毛泽东居所。 |
| 遵义会议会址——毛泽东旧居                                           | 贵州省遵义市红花岗区幸福巷19号               | 27°41′29″N 106°54′58″E / 27.69139°N 106.91611°E   |      | 遵义会议会址位于贵州省遵义市红花岗区老城子尹路80号。毛泽东、张闻天、王稼祥住新城古寺巷（今幸福巷19号）易宅。 |
| 水田寨中央红军总部驻地旧址                                         | 云南威信                                     |                                                   |      | 1935年2月5日 |
| 扎西会议旧址                                                       | 云南威信扎西                                 |                                                   |      | 1935年2月9日 |
| 土城毛泽东和周恩来住址                                             | 习水县土城镇                                 |                                                   |      | 红军四渡赤水战役旧址之一，1935年中央红军长征时四渡赤水留下的遗迹 |
| 长岗毛泽东住址                                                     | 仁怀市茅台镇                                 |                                                   |      | 红军四渡赤水战役旧址之一，1935年中央红军长征时四渡赤水留下的遗迹 |
| 梅子坳毛泽东住址                                                   | 仁怀市茅台镇                                 |                                                   |      | 红军四渡赤水战役旧址之一，1935年中央红军长征时四渡赤水留下的遗迹 |
| 丹桂村中央红军总部驻地旧址                                         | 云南省寻甸县                                 |                                                   |      | 1935年4月30日，毛泽东等率中央军委总部进驻丹桂村，指挥红军强渡金沙江。 |
| 礼州                                                               | 四川省西昌礼州镇                             |                                                   |      | 1935年5月19日，毛泽东等中央红军领导人居住在礼州土官庄(今田坝村七组)边家四合院。 |
| 长征时毛主席接见彝族代表处                                         | 四川省冕宁县                                 |                                                   |      | 1935年5月20日，红军进入冕宁。5月23日，毛泽东在县城东街的赵姓地主的宅子接见了彝族代表沽基达涅等人。现已辟为凉山红军长征纪念馆，四川省文物保护单位。 |
| 磨西天主教堂毛泽东同志住地旧址                                     | 四川省泸定县磨西镇                           |                                                   |      | 1935年5月29日傍晚，红军长征抵达磨西，毛泽东住在教堂神甫楼。当晚毛泽东、朱德、周恩来、王稼祥、张闻天、陈云、邓小平、秦邦宪、林彪等召开会议，史称“磨西会议”。磨西天主堂建于1918年～1926年。2002年被列为四川省文物保护单位。 |
| 两河口会议会址                                                     | 四川小金县两河口                             |                                                   |      | 1935年6月26日，中共中央在两河口举行了政治局扩大会议。 |
| 俄界会议旧址                                                       | 甘肃省迭部县达拉乡高吉村（俄界）             |                                                   |      | 1935年9月10日，红军到达俄界。9月12日中共中央召开政治局扩大会议，史称俄界会议。第七批全国重点文物保护单位。 |
| 哈达铺会议旧址                                                     | 甘肃省宕昌县哈达铺镇                         |                                                   |      | 1935年9月17日，红一方面军红四团进占哈达铺，20日下午，毛泽东等中央领导进驻哈达铺，当日召开中共中央政治局常委会议，史称哈达铺会议。毛泽东、张闻天住在当时的义和昌药铺。23日，中共中央离开哈达铺。甘肃省文物保护单位。 |
| 榜罗镇会议旧址                                                     |                                              |                                                   |      | |
| 吴旗革命旧址                                                       | 陕西省吴起县吴起镇                           |                                                   |      | 1935年10月19日中共中央率中国工农红军陕甘支队经长征到达吴起镇，进入西北苏区。10月22日中共中央政治局在吴起镇召开会议（史称吴起镇会议），毛泽东在会上做了《关于目前行动的方针》报告，确定新形势下陕甘支队的行动方针，决定党和红军今后的战略任务是建立西北苏区，以领导全国革命。10月25日召开红军团以上干部会议。10月26日，中共中央及红军离开吴起镇，延洛河川前往甘泉下寺湾。吴起镇旧址位于砚洼山南麓，分为南北两院，南为毛泽东旧居，为一排五孔土窑洞，北为张闻天旧居，为九孔接石口土窑洞和一排四孔石窑洞，两院之间有石砌过洞相连。 |
| 东村会议旧址——毛泽东旧居                                           | 陕西省富县北道德乡东村                       |                                                   |      | 1935年11月27日，毛泽东在直罗镇战役结束后到达东村。12月6日离开，于12月13日到达瓦窑堡。 |
| 瓦窑堡革命旧址                                                     |                                              |                                                   |      | 1935年12月——1936年7月，中共中央所在地，包括毛泽东旧居、周恩来旧居、中共中央军委驻地旧址等。毛泽东曾在此主持召开瓦窑堡会议。 |
| 留村毛泽东旧居                                                     | 山西省石楼县                                 |                                                   |      | 1936年2月21日晨毛泽东从陕西省清涧县西辛关渡河，在山西省石楼县东辛关登岸，当晚率红军总部50余人路居据传当年李自成曾住过的留村客栈。 |
| 太相寺会议旧址——毛泽东旧居                                         | 陕西省延川县关庄相太相寺村                   |                                                   |      | 1936年5月10日，毛泽东、彭德怀率东征红军到达太相寺，毛泽东住农民张克让家的石窑洞里。石窑洞坐北朝南，共三孔，毛泽东住中间。19日毛泽东等离开太相寺，返回瓦窑堡。 |
| 保安革命旧址——毛泽东旧居                                           | 陕西省延安市志丹县城内                       |                                                   |      | 1936年6月21日中共中央离开瓦窑堡，经安塞县，于7月3日进驻保安县（今志丹县）。1937年1月10日，中共中央离开保安，前往延安。毛泽东旧居系一排五孔石窑洞。 |
| 延安革命遗址                                                       | 陕西省延安市                                 |                                                   |      | 从1937年1月由保安迁驻至1947年3月8日撤离，中共中央在延安十年。毛泽东先后住过杨家岭、南泥湾、枣园、王家坪等地。第一批全国重点文物保护单位。 |
| 延安革命遗址——凤凰山革命旧址                                       | 陕西省延安市                                 |                                                   |      | 1937年1月——1938年11月，毛泽东在此居住。 |
| 延安革命遗址——杨家岭革命旧址                                       | 陕西省延安市                                 |                                                   |      | 1938年11月——1943年10月，毛泽东在此居住。 |
| 延安革命遗址——枣园旧址                                             | 陕西省延安市                                 |                                                   |      | 1943年10月——1946年1月，毛泽东在此居住。 |
| 延安革命遗址——王家坪革命旧址                                       | 陕西省延安市                                 |                                                   |      | 1937年1月——1947年3月，这里是中央革命军事委员会和八路军总司令部所在地。1946年1月——1947年3月，毛泽东从枣园搬到王家坪居住。 |
| 南泥湾革命旧址——毛泽东视察南泥湾旧居                               | 陕西省延安市南泥湾镇阳湾村                   |                                                   |      | 1943年9月，毛泽东和朱德、周恩来等视察南泥湾。毛泽东住南泥湾管理处机关驻地。 |
| 八路军重庆办事处旧址——红岩村13号                                   | 重庆市沙坪坝区化龙桥                         |                                                   |      | 1945年8～10月重庆谈判期间，毛泽东在此居住。1961年被列为第一批全国重点文物保护单位。 |
| 桂园                                                               | 重庆市渝中区中山四路65号                     |                                                   |      | 桂园原为张治中的公馆。1945年8～10月重庆谈判期间，毛泽东白天在此办公、会客及休息。2001年被列为第五批全国重点文物保护单位。 |
| 青阳岔中共中央驻地旧址                                             | 陕西靖边县青阳岔镇张峰梁山下                 |                                                   |      | 1947年4月6日，毛泽东、任弼时等率中共中央从子长县石家湾到此。4月13日离开青阳岔。8月1日到8月3日毛泽东率中央机关再次到此居住。 |
| 小河会议旧址                                                       | 陕西靖边县小河乡小河村                       |                                                   |      | 1947年6月9日晨毛泽东率中央机关到达小河村，当晚离开。6月16日毛泽东率中央机关再次来到小河，直到8月1日离开。 |
| 朱官寨毛泽东旧居                                                   | 陕西佳县朱官寨乡                             |                                                   |      | 1947年8、9月间毛泽东和中共中央前委居此。 |
| 神泉堡中共中央驻地旧址                                             | 陕西佳县神泉乡神泉堡                         |                                                   |      | 1947年9月23日，毛泽东、周恩来、任弼时等率中央机关到此，11月14日离开，期間發表《中国人民解放军宣言》等重要公告。 |
| 杨家沟毛泽东旧居                                                   | 陕西省米脂县杨家沟乡                         |                                                   |      | 1947年11月22日至1948年3月21日毛泽东、周恩来和中共中央前委居此，召开十二月会议。 |
| 离石工读学校                                                       | 山西省临县碛口镇寨则山村                     |                                                   |      | 1948年3月23日，毛泽东率中共中央机关由陕西吴堡县渡黄河，从山西临县索达干乡高家塔村上岸，当晚宿临县寨则山村离石工读学校 |
| 毛泽东东征路居处                                                   | 山西省临县三交镇双塔村                       |                                                   |      | 1948年3月24日，毛泽东离开寨则山村，乘马到达三交镇双塔村。毛泽东在此连住两晚，26日乘吉普车离开 |
| 晋绥边区革命纪念馆                                                 | 山西省兴县蔡家崖村                           |                                                   |      | 1948年3月26日——4月4日，毛泽东、周恩来率中共中央驻晋绥军区司令部所在地蔡家崖。蔡家崖时为晋绥边区首府。4月4日晨，毛泽东等人离开蔡家崖，乘车前往岢岚 |
| 岢岚毛主席路居馆                                                   | 山西省岢岚县县城小东街                       |                                                   |      | 1948年4月4日，毛泽东抵达岢岚县。在县城休息一晚后，毛泽东等人取道神池，前往五寨县 |
| 代县毛泽东路居纪念馆（原州衙三堂西院落）                           | 中共山西省代县委员会大院内                   |                                                   |      | 1948年4月6日，毛泽东、周恩来、任弼时等人在从陕西至河北西柏坡途中借宿一晚，指导当地土地改革。 |
| 塔院寺毛泽东主席路居纪念馆（原方丈院）                             | 山西省五台县台怀镇                           |                                                   |      | 1948年4月9日，毛泽东、周恩来、任弼时等人在从陕西至河北西柏坡途中借宿五台山塔院寺方丈院并游览寺院，次日离开。塔院寺为第六批全国重点文物保护单位五台山古建筑群组成部分。 |
| 城南庄革命纪念馆                                                   | 河北省阜平县                                 |                                                   |      | 1948年4月10日，毛泽东率中共中央到达西下关，次日到达晋察冀军区司令部驻地城南庄，5月26日离开城南庄前往西柏坡。 |
| 西柏坡中共中央旧址                                                 | 河北省平山县西柏坡镇                         |                                                   |      | 第二批全国重点文物保护单位。 |
| 双清别墅                                                           | 北京市海淀区香山公园南麓                     |                                                   |      | 1949年3月中共中央从西柏坡迁入香山，从3月25日到8月23日，毛泽东住在双清别墅共5个月。双清别墅为熊希龄于1918年前后所建，现已辟为毛泽东在双清活动展览室。 |
| 中南海                                                             | 北京故宫西侧                                 |                                                   |      | 毛泽东从1949年8月至1966年8月住在中南海丰泽园菊香书屋，1966年8月搬到怀仁堂东北面的游泳池办公和生活。中南海于2006年被列为第六批全国重点文物保护单位。 |
| 人民大會堂118廳                                                    | 天安門廣場西側                               |                                                   |      | 毛泽东主席赴人民大會堂主持重要會議時的休息室，毛澤東常年在此辦公和接見外賓，也是大會堂中唯一用原始號碼命名的廳室。 |
| 哈尔滨颐园街一号欧式建筑                                           | 黑龙江省哈尔滨市颐园街一号                   |                                                   |      | 1950年2月27日，毛泽东率中国代表团由莫斯科回国，到达哈尔滨时住在此处二楼。1996年被列为第四批全国重点文物保护单位。 |
| 东湖毛泽东旧居（梅嶺1號）                                          | 武汉东湖                                     |                                                   |      | 1953年至1974年，毛泽东共44次下榻武汉东湖宾馆。 |
| 长江号炮舰                                                         |                                              |                                                   |      | 1953年2月19日11时，毛泽东自武汉江汉关码头登上长江号炮舰，乘舰由武汉驶往南京，沿途进行视察。期间，毛泽东在长江号炮舰上度过四天三夜。22日凌晨，长江号抵达南京下关码头 |
| 西康宾馆                                                           | 南京市鼓楼区西康路33号                       |                                                   |      | 1953年2月22日-24日，毛泽东第一次视察南京市时下榻于此 |
| 五四宪法起草地旧址                                                 | 杭州市西湖区北山街道                         |                                                   |      | 1953年12月28日至次年3月14日，毛泽东率领宪法起草小组成员以此为办公地，起草了中华人民共和国第一部宪法（“五四宪法”）草案初稿。第八批全国重点文物保护单位。 |
| 莫干山126号                                                        | 浙江省德清县莫干山景区西南部                 |                                                   |      | 1954年4月，毛泽东在杭州主持制定“五四宪法”期间曾由浙江省公安厅长王芳陪同在此住宿，并作《七绝•莫干山》。为第六批全国重点文物保护单位莫干山别墅群组成部分。 |
| 玉泉山一号楼                                                       | 北京玉泉山                                   |                                                   |      | 1954年9月下旬在此居住。 |
| 官園別墅                                                           | 北京西城區                                   |                                                   |      | 1973年竣工專為毛澤東修建的中央首長官邸，但毛本人拒絕入住。 |
| 密雲水庫毛主席別墅                                                 | 北京市密雲區                                 |                                                   |      | 1960年建成，由前蘇聯人設計的俄式建築。 |
| 北戴河别墅一号楼                                                   | 河北省秦皇岛市北戴河                         |                                                   |      | 1955年8月7日至9月5日、9月14日至9月25日、1956年7月23日至8月20日、1957年8月18日至8月28日、1958年8月16日至9月3日到北戴河均住此处。 |
| 胶澳总督官邸                                                       | 山东省青岛市市南区龙山路26号                 |                                                   |      | 毛泽东于1957年7月12日由南京乘专机到青岛，在这里召开了政治局会议和省市委书记会议，撰写了《一九五七年夏季的形势》一文。8月11日离开青岛回到北京。1996年作为青岛德国建筑之一被列为第四批全国重点文物保护单位。 |
| 青島八大關小禮堂                                                   | 山东省青岛市荣成路44号                       |                                                   |      | 始建於1959年，工程代號為“505工程”。 |
| 西湖国宾馆（劉庄）                                                 | 浙江省杭州市西湖區楊公堤18號                 |                                                   |      | 1953年底，毛澤東率領中華人民共和國憲法起草小組入住後，每年都要前來小住或避暑。 |
| 西子宾馆（汪庄）                                                   | 浙江省杭州市南山路37号                       |                                                   |      | 1959年起，毛泽东曾先后27次下榻于此。 |
| 美庐别墅                                                           | 江西省庐山牯岭东谷河西路180号                | 29°34′02″N 115°58′44″E / 29.56722°N 115.97889°E   |      | 1959年庐山会议期间及1961年，毛泽东在此居住。1996年被列为第四批全国重点文物保护单位。 |
| 河东路175号别墅                                                    | 江西省庐山牯岭东谷河东路175号                |                                                   |      | 1970年8月中共中央九届二中全会期间，毛泽东有时也住在这里。2001年公布第五批全国重点文物保护单位时被增补归入庐山别墅建筑群。 |
| 芦林一号别墅                                                       | 江西省庐山                                   |                                                   |      | 1984年改为庐山博物馆。 |
| 韶山宾馆一号楼                                                     | 湖南省韶山市韶山冲                           |                                                   |      | 原称松山一号楼，距毛泽东故居1公里，建于1958年，面积500多平方米。1959年6月25日～27日，毛泽东在这里住了两天，写就《七律·到韶山》。后陆续建起二号楼、三号楼，四号楼，发展为韶山宾馆。2002年被列为湖南省文物保护单位。 |
| 南京东郊国宾馆                                                     | 南京市中山陵5号                              |                                                   |      | 1961年1月视察南京时居住 |
| 郑州省委第三招待所（黄河迎宾馆）八号楼                             | 河南省郑州市                                 |                                                   |      | 1964年3月30日在此居住。2009年被列为郑州市文物保护单位。 |
| 蓉园一号楼                                                         | 湖南省长沙市                                 |                                                   |      | 50年代后多次居住。 |
| 滴水洞一号楼                                                       | 湖南省韶山市韶山冲                           |                                                   |      | 1966年6月毛泽东回故乡韶山，在滴水洞的一号楼住了11天。2002年被列为湖南省文物保护单位。 |
| 珠島賓館一號樓                                                     | 廣東省廣州市越秀區                           |                                                   |      | 初名「廣東省委小島招待所」。 |
| 濟南南郊賓館                                                       | 山東省濟南市                                 |                                                   |      | 1960年代初，山东省委为毛泽东等黨和國家領導人興建的宾馆，占地面积1160亩、建筑面积115800平方米，但毛泽东拒絕入住。 |
| 金華601別墅                                                        | 浙江省金華市                                 |                                                   |      | 1969年興建的俄氏别墅建筑，为毛泽东造訪金華的休息室。 |
| 上海西郊賓館                                                       | 上海市長寧區虹橋路1921號                     |                                                   |      | 1960年由華東建築設計院設計建造，為毛澤東專屬的國賓館。 |
| 828宾馆                                                            | 江西省南昌市市区以南30公里的银三角收费站附近 |                                                   |      | 1969年8月28日建成，故名“828”。文革期间，毛泽东曾先后四次在此下榻。其中1971年的南巡中，在828宾馆1号楼召集南京军区兼江苏省负责人许世友、福州军区兼福建省负责人韩先楚、江西省负责人程世清等人进行了谈话。 |